# Chiesa di Santa Maria Donnaregina Nuova
La chiesa di Santa Maria Donnaregina Nuova è una chiesa monumentale di Napoli sita in largo Donnaregina, di fronte al palazzo Arcivescovile.
Dal 2007 l'edificio è sede del Museo diocesano di Napoli, al cui circuito fa parte anche l'adiacente chiesa di Donnaregina Vecchia.

## Storia
Il complesso monastico, già esistente nell'VIII secolo, era sin da subito dotato di una chiesa, Santa Maria Donnaregina Vecchia, costruita nel XIV secolo grazie alle donazioni della regina di Napoli Maria d'Ungheria.
Agli inizi del Seicento proprio dinanzi alla chiesa Vecchia venne costruita quella Nuova con lo scopo di riservarla alle monache clarisse, costituendo in questo modo un unico grande complesso monastico di Donnaregina, formato per l'appunto dalla Vecchia e la Nuova chiesa, entrambe direttamente collegate tra loro tramite le rispettive zone absidali. Il nuovo edificio, iniziato nel 1617, fu costruito da Giovan Giacomo di Conforto. La facciata fu già conclusa nel 1626; il portale marmoreo, opera di Bernardino Latini, venne aggiunto nel 1647 mentre la cupola venne costruita nel 1654 in sostituzione di una copertura provvisoria decorata con una grande tela del 1626 di Aniello de Vico. La volta della navata centrale era stata affrescata da Francesco Maria De Benedictis a partire dal 1654 e nel 1655 la nuova cupola venne affrescata da Agostino Beltrano. La nuova chiesa venne infine consacrata nel 1669 dal cardinale Innico Caracciolo.

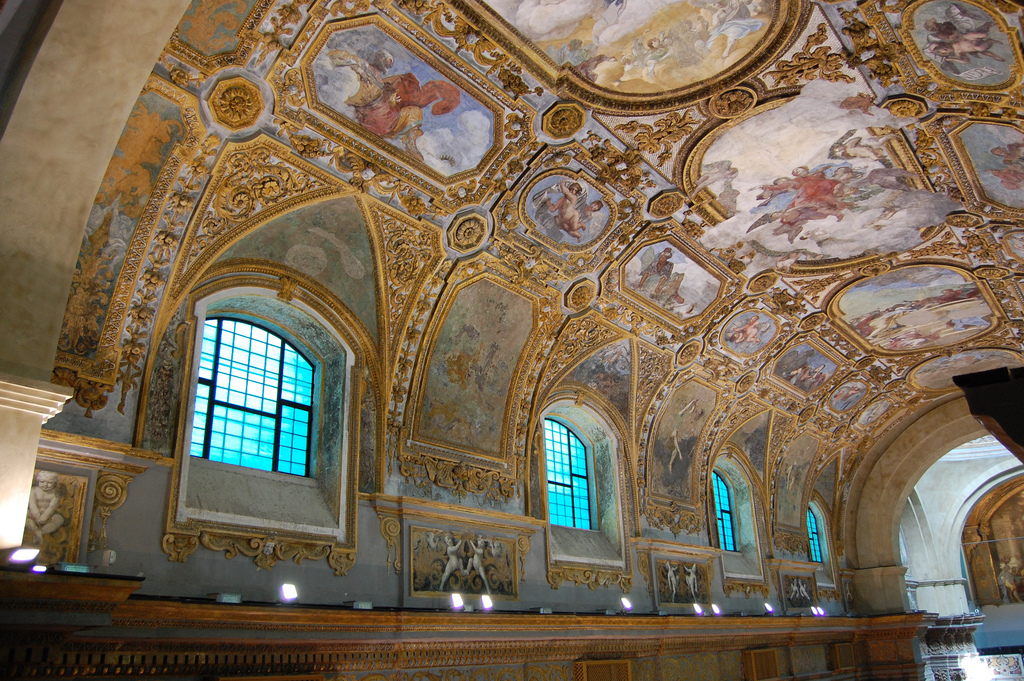
La volta vista dal coro delle converse

Il progetto che prevedeva la costruzione di un nuovo campanile era stato avviato nel 1681 ma fu presto abbandonato in seguito all'opposizione delle monache agostiniane del vicino monastero di San Giuseppe dei Ruffi. I lavori di decorazione proseguirono fino al Settecento: nel 1684 Francesco Solimena affrescò il coro delle monache e nel 1686-1687 Luca Giordano la volta del coro delle converse. Le cappelle laterali furono decorate con stucchi nel 1693 e l'altare maggiore venne realizzato nel 1701. Nel 1727 il trecentesco sepolcro della regina Maria d'Ungheria fu trasportato dalla chiesa Vecchia al comunichino delle monache, ambiente questo che due anni dopo, nel 1729, venne affrescato con il Miracolo della manna da Santolo Cirillo, un pittore seguace del Solimena che affrescò anche la volta della sacrestia nel 1735.
Il portale di ingresso del monastero su vico Donnaregina venne realizzato nel 1771. Davanti alla facciata della chiesa si provvide a realizzare il largo Donnaregina e nel 1780 una grande scalinata, su progetto di Angelo Barone, collegò la facciata alla piazza.
L'ampliamento di via Duomo decretato nel 1860 a seguito dell'approvazione del grande progetto di riqualificazione urbana denominato Risanamento di Napoli richiese l'abbattimento di una parte del complesso religioso. Il monastero venne pertanto soppresso nel febbraio del 1861 e la chiesa Nuova venne mantenuta aperta al culto dall'arciconfraternita di Santa Maria della Visitazione sino al 1972, mentre la chiesa Vecchia passò al comune di Napoli.
Le due chiese di Donnaregina, originariamente collegate tramite il portale monumentale posto nel coro delle monache della chiesa Nuova e che portava alla zona presbiteriale di quella Vecchia, furono separate nel 1928-1934 in occasione dei lavori di Gino Chierici: per la ricostruzione dell'abside gotica della chiesa Vecchia fu infatti accorciato di sei metri il coro di quella più recente facendo perdere così il punto di congiunzione dei due edifici; il sepolcro di Maria d'Ungheria in questa occasione fu nuovamente spostato nella chiesa Vecchia.

## Descrizione

### Pianta
| 1. Cappella dell'Immacolata 2. Cappella della Madonna del Rosario 3. Cappella della Madonna del Carmine 4. Sala del comunichino 5. Sacrestia 6. Antisacrestia 7. Presbiterio 8. Cappella di San Francesco 9. Cappella dell'Annunziata 10. Cappella di Sant'Antonio 11. Coro delle monache 12. Coro delle converse | Pianta |

### Esterno
La facciata, sollevata rispetto all'asse stradale, è preceduta da una scalinata in piperno e marmo.
Questa è ripartita in due ordini con lesene corinzie marmoree e presenta un timpano traforato di coronamento. Al primo ordine si apre un portale con colonne corinzie al di sopra delle quali poggia un timpano arcuato spezzato con una piccola edicola al centro; ai lati del prospetto sono ricavate due nicchie entro le quali sono collocate sculture datate 1647 che raffigurano Sant'Andrea e San Bartolomeo. Al secondo ordine, in corrispondenza delle nicchie laterali e del portale d'accesso, si aprono tre finestre inquadrate all'interno di semplici decorazioni marmoree.

### Interno
L'interno è a navata unica senza transetto con sei profonde cappelle, tre per lato, ornate con marmi barocchi.
La volta, decorata con stucchi dorati tipici del barocco napoletano, fu affrescata da Francesco Maria De Benedictis nel 1654. Nei grandi cicli centrali, partendo dall'ingresso fino alla zona absidale, sono raffigurati: l'Incoronazione della Vergine, l'Assunzione, gli Apostoli che guardano il sepolcro vuoto della Madonna e San Francesco in gloria; nei riquadri laterali invece sono riprese scene del Vecchio e Nuovo Testamento, sempre dello stesso autore e dello stesso anno.

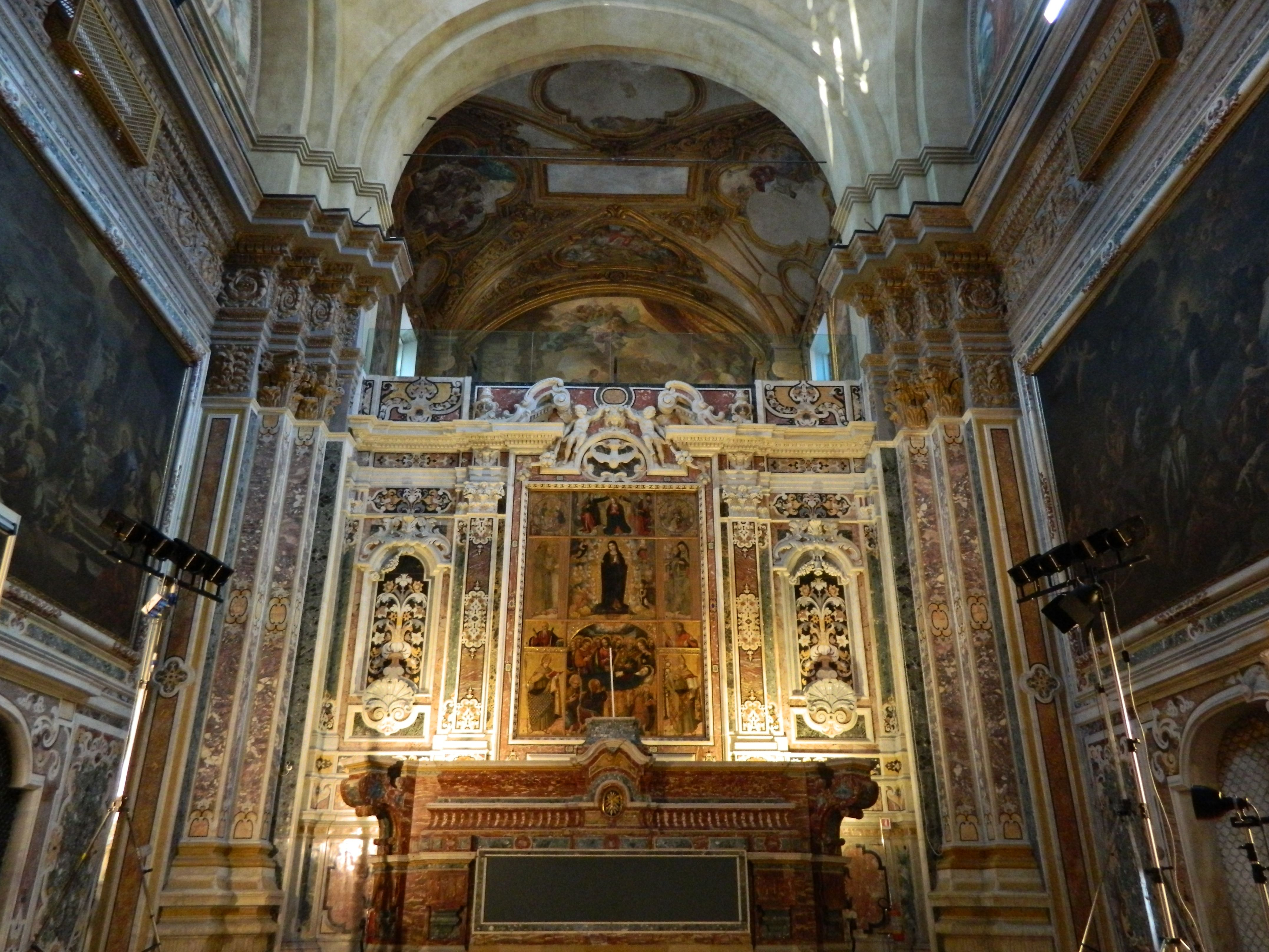
Presbiterio

L'altare maggiore in breccia di Sicilia e verde antico del presbiterio è opera di Giovanni Ragozzino e Giovanni di Filippo su disegno del Solimena; ai lati si trovano due grandi dipinti di Luca Giordano (400×800 cm) su Nozze di Cana e Moltiplicazione dei pani e dei pesci, entrambi firmati e datati 1705 e considerati le ultime opere dell'artista napoletano. Alle spalle dell'altare maggiore è collocato un grande riquadro marmoreo del 1636 di Jacopo Lazzari, padre del più noto Dionisio, al centro del quale è un polittico trecentesco di ignoto autore napoletano, già in Donnaregina Vecchia, ritraente la Morte, l'Assunzione e l'Incoronazione della Vergine, con ai lati figure di Santi. Integrazioni decorative in marmo policromo con motivi floreali nella zona presbiteriale, sulle colonne, sulle pareti e sul pavimento, furono compiute anche dal Sacco su disegno sempre del Vinaccia intorno all'ultimo decennio del Seicento, nel mentre i due lavoravano alla terza cappella di destra della stessa chiesa. La cupola conserva invece resti di affreschi di Agostino Beltrano del 1654, il quale riprese scene del Paradiso al centro, figure allegoriche tra le finestre del tamburo e il Cristo e la Maddalena e i Santi Giovanni Battista ed Evangelista sui lunettoni; i pennacchi vedevano invece ritratti quattro evangelisti, poi trafugati dopo il 1950 quando furono staccati e messi in deposito per effettuare lavori di consolidamento della struttura.

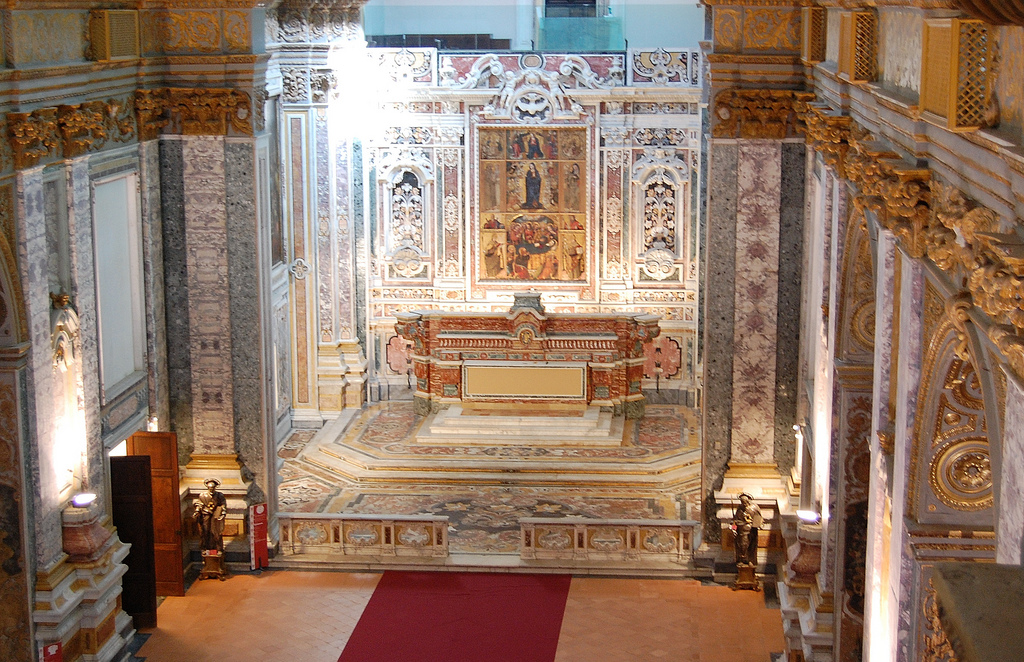
Scorcio della navata dal coro delle monache

Le cappelle della navata, anch'esse decorate con stucchi dorati, vedono nella prima di sinistra, dedicata all'Immacolata, due tele di Charles Mellin sull'Annunciazione e l'Immacolata concezione del 1646 circa ed una cinquecentesca tavola attribuita Cristoforo Faffeo del San Michele Arcangelo. Nella seconda cappella, della Madonna del Rosario, i dipinti alle pareti laterali della Madonna e San Michele che proteggono i cristiani durante la battaglia di Lepanto e dell'Incontro fra San Domenico e San Francesco e altri Santi, così come i due affreschi sulle lunette soprastanti riprendenti le scene delle Nozze mistiche e della Visione di Santa Rosa e quello centrale sulla volta con l'Assunzione della Vergine e santi sono tutte opere di Giovan Tommaso Fasano, allievo del Giordano, mentre la Madonna e Santi nella parete principale è invece del Santafede. Nella terza cappella, infine, dedicata alla Madonna del Carmine, gli stucchi dorati di Nicola Sartori decorano la volta mentre alla parete frontale è un affresco staccato della Madonna in trono col Bambino del XIV secolo di artista ignoto e proveniente dalla chiesa di Donnaregina Vecchia; ancora del Fasano sono invece i due grandi dipinti ai lati raffiguranti la Madonna che consegna l'abito a San Simone Stock e la Madonna del Carmine invocata contro la peste del 1656, sopra i quali sono due lunette affrescate dallo stesso autore con Episodi della vita di santa Teresa.
Le tre cappelle di destra sono caratterizzate invece, nella prima, a Sant'Antonio, oltre che dal Noli me tangere attribuito ad Andrea del Pò posto sulla parete frontale, anche da decorazioni pittoriche a tela del XVIII secolo realizzate dal siciliano Antonio Guastaferro (1736-1771), che eseguì per l'occasione un Sant'Antonio resuscita un morto e un Miracolo della giumenta che si piega davanti all'ostia consacrata sulle pareti laterali, una tela raffigurante la Gloria di Sant'Antonio posta sulla volta e infine, nelle lunette delle pareti laterali, una Morte di Sant'Antonio e il Miracolo di Sant'Antonio. Nella seconda cappella, dedicata all'Annunziata, una decorazione barocca a stucchi fa da cornice ad un affresco del XVII secolo di ignoto autore sulla Madonna della Libera, mentre la volta e le pareti sono decorate da Tommaso Fasano con ai lati le due grandi tele dello Sposalizio della Vergine e della Presentazione al tempio della Vergine, mentre in alto sono collocati l'affresco sull'Assunzione al centro della volta e Il sogno di Giuseppe e la Sacra Famiglia e angeli nelle due lunette laterali. La terza cappella di destra infine, a San Francesco, presenta decorazioni marmoree sulla volta di Gaetano Sacco su disegno di Giovan Domenico Vinaccia, una tela su San Francesco riceve i simboli della beatificazione e della santità di Francesco Solimena posta nella parete centrale e pitture del Fasano ritraenti le scene delle Stimmate di San Francesco e la Gloria dei Santi francescani e delle monache clarisse nelle tele alle pareti laterali sopra le quali sono affrescati un San Francesco in preghiera con visione di angeli musicanti e un'Estasi di San Francesco.

#### Sacrestia e sala del comunichino
Ai lati del presbiterio due porte conducono ad altri ambienti della chiesa che espongono le pitture della scuola napoletana costituenti il Museo diocesano, tra cui spiccano la sacrestia e la sala del comunichino, che succedendosi tra loro ruotano alle spalle della zona absidale. Da questi corridoi è possibile giungere inoltre alla chiesa di Donnaregina Vecchia e ad altre sale del secondo piano della chiesa Nuova dove, oltre ai cori delle monache e delle converse, è possibile visitare ulteriori ambienti allestiti per fini museali.

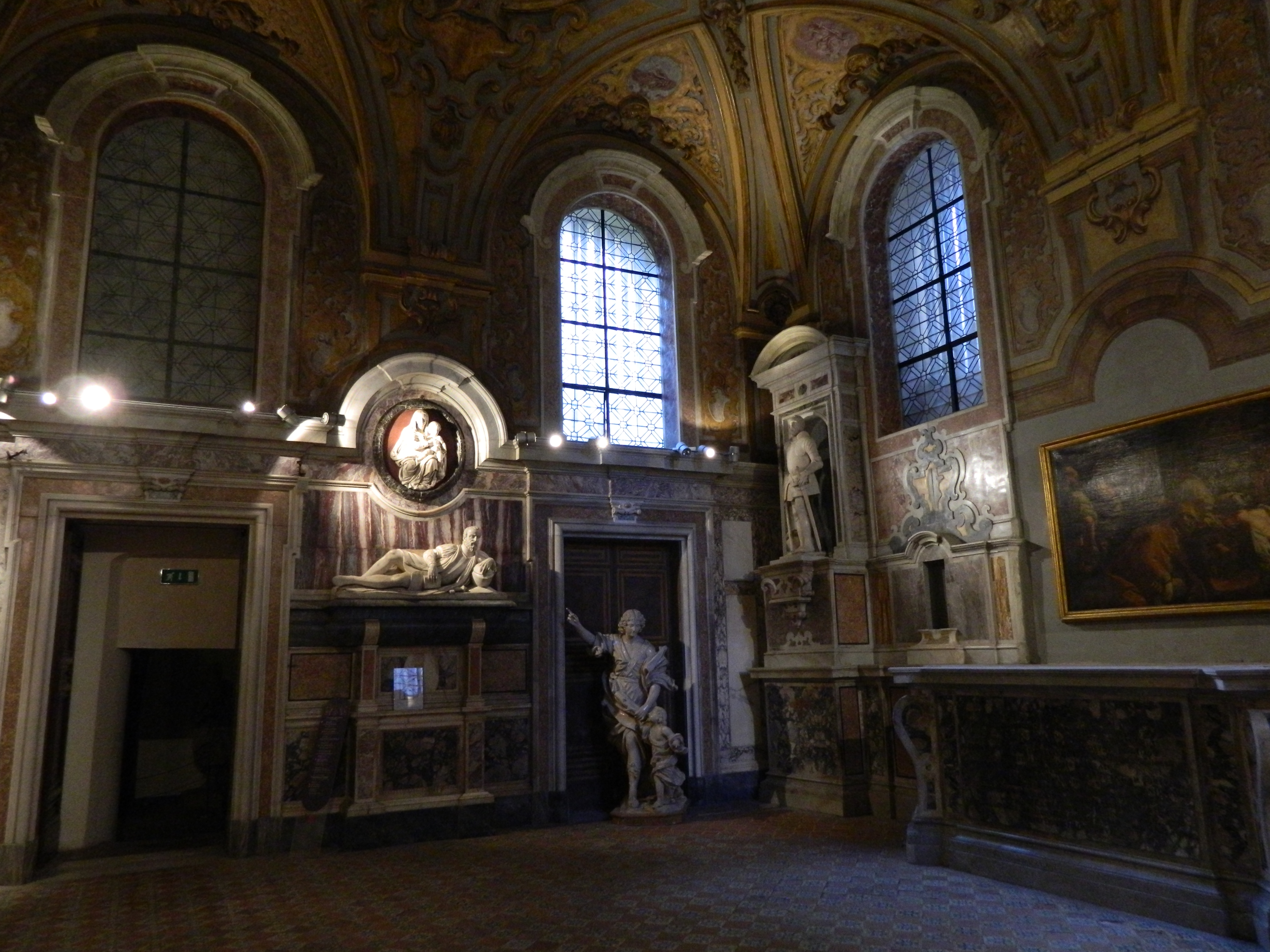
Sala del comunichino delle monache

Nella sacrestia, alle spalle a destra del presbiterio, sono disposti dipinti quasi tutti provenienti da altri edifici di culto chiusi o soppressi: un affresco sulla Madonna col Bambino staccato dal duomo attribuito a Pietro di Domenico da Montepulciano, opere di Massimo Stanzione, Dirk Hendricksz, Micco Spadaro, Andrea Vaccaro ed altri. Nei due ambienti che precedono la sacrestia, sono presenti in uno, nell'antisacrestia, decorazioni con stucchi, affreschi di Santolo Cirillo con Il serpente di bronzo ed alcune pitture tra cui due nature morte del Seicento di ignoto napoletano, una Adorazione dei Magi di Marco da Siena proveniente dalla chiesa di Santa Maria Succurre Miseris ai Vergini ed una Presentazione al tempio coi Santi Cosma e Damiano di Antonio Rimpatta da Bologna dalla chiesa dei Santi Cosma e Damiano ai Banchi Nuovi; nella sala ancora precedente all'antisacrestia, nel passetto di congiunzione con la chiesa, è esposta infine una Crocifissione con santi ancora del da Siena proveniente dalla chiesa di Santa Sofia.
La sala del comunichino, dietro la parete a sinistra del presbiterio, vedeva invece esposta prima dell'intervento del Chierici il monumento funebre della regina Maria d'Ungheria; la sala è decorata inoltre da affreschi nella volta sul Miracolo della manna del 1729 ancora del Cirillo e presenta alle pareti sculture e monumenti sepolcrali nell'ambito del rinascimento napoletano, tutti provenienti dalla chiesa Vecchia e solo successivamente spostati in questa nuova sede assieme al sepolcro di Maria d'Ungheria, che invece poi ritornò appunto nella sua collocazione originaria. Sulle pareti sono quindi i monumenti ai componenti della famiglia Loffredo databili intorno alla seconda metà del XVI secolo ed eseguiti da Giovanni Domenico D'Auria; sono presenti nella sala anche dipinti provenienti da altre chiese, tra cui un San Gennaro con il cardinale Alfonso Gesualdo di Giovanni Balducci proveniente dal duomo, una Madonna delle Grazie coi Santi patroni di Napoli di Pietro Torres già presso la chiesa di Gesù e Maria, ed una Madonna delle Grazie con Santi di Fabrizio Santafede proveniente da Santa Sofia. Nel passetto che collega la navata della chiesa e il comunichino è invece esposta una tavola di Giovanni Bernardo Lama già in Santa Maria a Caponapoli raffigurante la Crocifissione con sopra la Resurrezione di Cristo.

#### Cori delle monache e delle converse

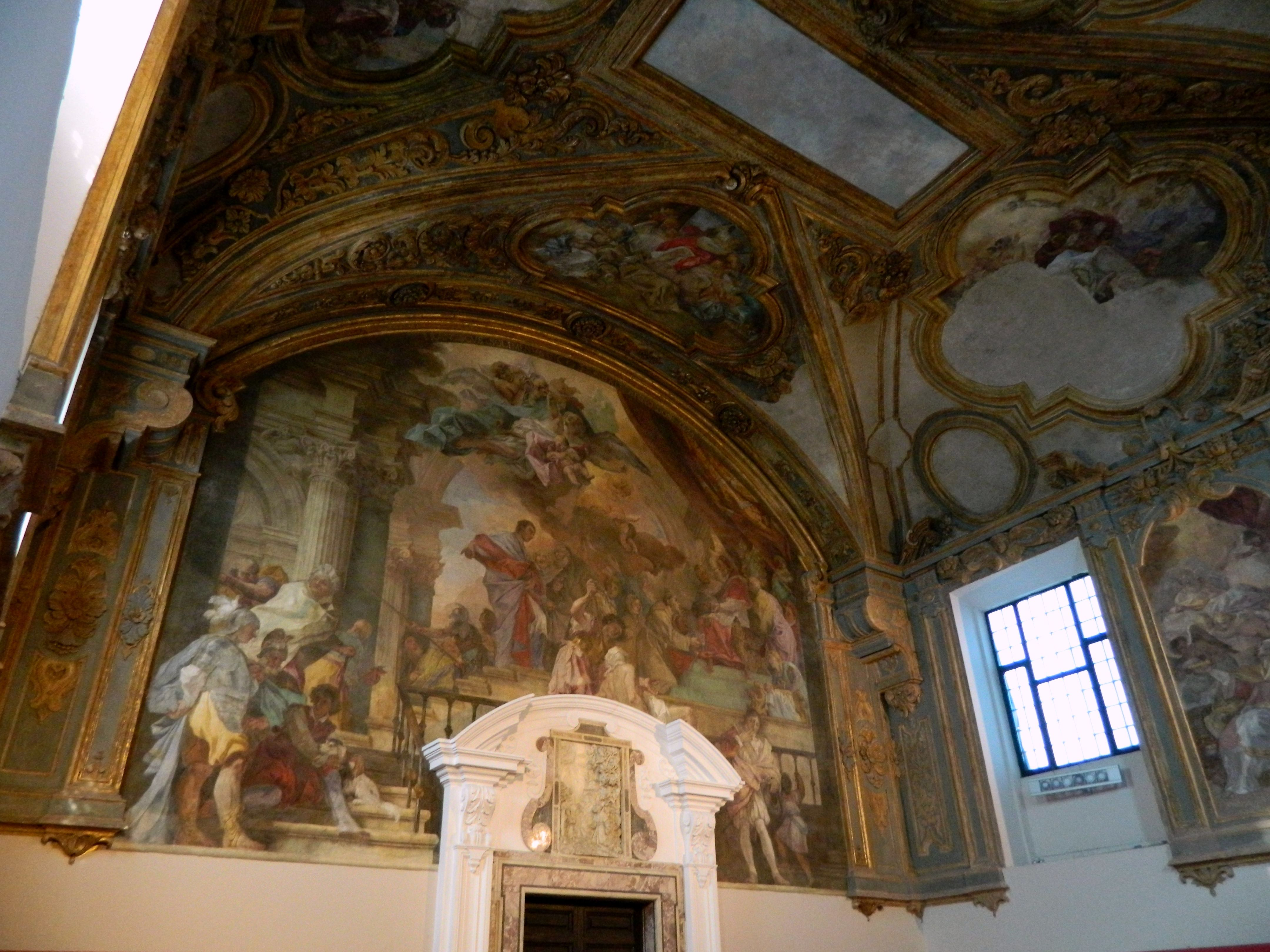
Coro delle monache: sulla parete frontale il Miracolo delle rose del Solimena

Entrambi i cori della chiesa sono posti al piano superiore della stessa, raggiungibili da una scala dietro la zona absidale.
Il coro delle monache è posto in linea d'aria al livello superiore della zona absidale; il ciclo di affreschi sulla volta con la Vita di San Francesco ed i santi Andrea, Gennaro e Bartolomeo sono datati 1684 e sono firmati da un giovane Solimena, così come la grande scena frontale sopra la porta che un tempo portava al complesso vecchio, raffigurante il Miracolo delle rose (800x980 cm) e che costituisce di fatto il primo affresco di grandi dimensioni del pittore. Il bassorilievo in marmo del San Francesco che riceve le stimmate che decora il timpano della porta è invece di ignoto napoletano del Cinquecento.
Il coro delle converse è invece posto sopra la controfacciata della chiesa; conserva in maniera pressoché frammentaria affreschi di Luca Giordano del 1687 circa; rimangono superstiti infatti lunette con Giaele che uccide Sisara col piolo, Santa Margherita e il drago e Re Davide.

## Museo diocesano
La chiesa di Donnaregina Nuova, così come la Vecchia, appartiene al circuito del Museo diocesano di Napoli.
I due corridoi che collegano i due cori del piano superiore, così come le sale antistanti il presbiterio nella zona inferiore, vedono il succedersi in sequenza di stanze nelle quali sono esposti dipinti e opere d'arte facenti parte del museo in senso stretto e appartenenti alla Curia, piuttosto che a chiese cittadine soppresse o chiuse nel tempo.